# 蝇干尸霉
蝇干尸霉（学名：Tarichium cyrtoneurae）是属于虫霉目虫霉科干尸霉属的一种真菌，寄生在双翅目昆虫上。该种分布于中国、法国。